# Nachal Adi
Nachal Adi (hebrejsky נחל עדי) je vádí v jižním Izraeli, v severozápadní části Negevské pouště, a v pásmu Gazy.
Začíná v nadmořské výšce okolo 100 metrů západně od vesnic Kisufim a Ejn ha-Šloša, v rovinaté, zemědělsky využívané krajině, která díky soustavné kultivaci ztratila pouštní charakter. Nachází se zde nevelká umělá vodní nádrž a koryto vádí je lemováno vegetací. Směřuje pak k západu a vstupuje na území pásma Gazy, kde ústí zprava do vádí Nachal Silka.